# Panhandle Eastern Pipeline
Panhandle Eastern Pipeline – трубопровід, споруджений для постачання природного газу з басейнів Хьюготон та Анадарко у східному напрямку.
Після «газового буму» 1920-х, який забезпечив постачання блакитного палива в межах основних газопромислових регіонів, приступили до спорудження більш протяжних магістральних систем, котрі мали забезпечити постачання ресурсу до регіону Великих Озер. Однією з них стала Panhandle Eastern Pipeline, введена в експлуатацію на початку 1930-х. Її перша нитка діаметром 600 мм мала довжину 860 миль та пролягала від басейну Хьюготон на південному заході Канзасу через Міссурі та Іллінойс до кордону з Індіаною. В подальшому система була підсилена до чотирьох ниток та подовжена через Індіану на південь штату Мічиган.
У вихідному районі до неї також надходить продукція басейну Анадарко (штати Оклахома та Техас). Крім того, окрім ресурсу з регіону Мексиканської затоки, до Panhandle Eastern може постачатись природний газ із Скелястих гір, зокрема, через трубопровід Cheyenne Plains Gas Pipeline. Доставка ж блакитного палива до споживачі можлива не лише з самої системи Panhandle Eastern, але й через інші, з’єднані з нею напряму або завдяки газопроводу-інтерконектору Midwestern Gas Transmission – Trunkline Pipeline, Texas Eastern Transmission, східна гілка ANR Pipeline, Columbia Gulf Transmission, Texas Gas Transmission, Tennessee Gas Pipeline,  East Tennessee Natural Gas. Також через газопровід MoGas Pipeline паливо передається до системи Mississippi River Transmission, яка прямує до району на південь від озера Мічиган.
Станом на 2017 рік загальна довжина системи Panhandle Eastern становить біля 6000 миль, а пропускна здатність перевищила 28 млрд.м3 на рік.